# تنجانيقا
تنجانيـقا (بالإنجليزية: Tanganyika)‏ هي الجزء القاري الذي اتحد مع جزيرة زنجبار عام 1964 ليكونا سوياً جمهورية تانزانيا الاتحادية.
استقلت تنجانيقا عن بريطانيا في 9 ديسمبر 1961 وأصبحت عضوا في منظمة الكومنولث. ثم أصبحت جمهورية تنجانيقا في 9 يونيو 1962. وقد أخذت اسمها من بحيرة تنجانيقا التي تشكل الحد الغربي للدولة.
تنجانيقا كانت مستعمرة ألمانية تسمى شرق أفريقيا الألماني بين عامي 1889 و1916.